# آنتونین تریل
آنتونین تریل (انگلیسی: Antonin Trilles؛ زادهٔ ۲۰ ژوئیهٔ ۱۹۸۳) بازیکن فوتبال اهل فرانسه است.
از باشگاه‌هایی که در آن بازی کرده‌است می‌توان به باشگاه فوتبال بانکوک یونایتد اشاره کرد.